# Lowell Annex
Lowell Annex, zatvor u Ocali u Floridi pod upravom Lowell C. I. Otvoren je 2002 godine za ženske zatvorenice, i danas se u njemu nalaze sve žene koje su u Floridi osuđene na smrt, kao i brojne koje odslužuju doživotnu kaznu. 
Broj osoblja u zatvoru je preko 220, a u njemu se nalazi preko 1.400 zatvorenica, a maksimalni kapacitet mu je 1.500 osoba. Florida 2012 godine ima na popisu 21 osobu osuđenu na smrt, od kojih je pet žena zatvorenih u Lowell Annexu gdje očekuju svoje pogubljenje, to su Tiffany Cole (r. 1981), Emilia Carr (r. 1984; najmlađa menu njima), Margaret Allen (r. 1966), Ana Cardona (r. 1961) i Tina Brown (r. 1970).